# Distrito de Laberinto
El Distrito peruano de Laberinto ubicada aproximadamente a 55 km  de la Ciudad de Puerto Maldonado, es uno de los cuatro  distritos que conforman la provincia de Tambopata en el Departamento de Madre de Dios, en el Perú.
Desde el punto de vista jerárquico de la Iglesia católica forma parte del Vicariato Apostólico de Puerto Maldonado

## Historia
El distrito fue creado mediante Ley N.º 26349 del 7 de setiembre de 1994, en el gobierno del Presidente Alberto Fujimori.